# Luis Manuel García Mañá
Luis Manuel García Mañá, né le 19 octobre 1950, est un homme politique espagnol membre du Parti socialiste ouvrier espagnol (PSOE).

## Biographie

### Vie privée
Il est marié et père d'une fille et un fils.

### Activités politiques
Le 20 décembre 2015, il est élu sénateur pour Ourense au Sénat et réélu en 2016.